# ذراع العيسائي

تعديل مصدري - تعديل

ذراع العيسائي هي إحدى قرى عزلة القارة بمديرية رصد التابعة لمحافظة أبين، بلغ تعداد سكانها 69 نسمة حسب تعداد اليمن لعام 2004.